# Sichelfußmilbe
Die Sichelfußmilbe (Atractides ovalis) ist eine Art aus der Gruppe der Süßwassermilben (Hydrachnidiae).

## Merkmale
Die Tiere sind gelblich-weiß und am Körperrand durchscheinend, der Rücken ist sehr weichhäutig. Das auffälligste Merkmal der Tiere sind die zu einem gebogenen Haken mit einer langen schwertförmigen Borste umgestalteten vordersten Glieder des ersten Beinpaares. Die Endglieder der Palpen sind bei den Männchen auffällig verdickt, bei den Weibchen normal ausgebildet.

## Verbreitung und Lebensweise
Sichelfußmilben leben in stehenden und fließenden Gewässern. Sie sind weit verbreitet, jedoch selten häufig.